# Lars Fernqvist
Laurentius (Lars) Fernqvist, född den 9 september 1875 i Västervåla församling, Västmanlands län, död den 28 september 1962 i Lidingö församling, Stockholms län, var en svensk ämbetsman.
Fernqvist blev student vid Uppsala universitet 1895 och avlade examen till rättegångsverken där 1898. Han blev landskontorist i Kopparbergs län 1907 och länsbokhållare där 1909. Fernqvist var landskamrerare i Kopparbergs län 1916–1940. Han blev riddare av Nordstjärneorden 1920 och kommendör av andra klassen av samma orden 1931. Fernqvist vilar i sin hustrus familjegrav på Norra begravningsplatsen utanför Stockholm.